# Eleição municipal de Curitiba em 2008
A eleição municipal da cidade brasileira de Curitiba ocorreu no dia 5 de outubro de 2008 para a eleição de um prefeito, um vice-prefeito e de 38 vereadores para a administração da cidade. Como o candidato a cargo majoritário alcançou a maioria absoluta dos votos válidos, não foi preciso um novo escrutínio no dia 26 de outubro de 2008. O candidato Beto Richa e seu vice Luciano Ducci assumiram os cargos no dia 1 de janeiro de 2009 e seus mandatos possuem previsão de término em 31 de dezembro de 2012.
Os candidatos oficializados foram Beto Richa (PSDB), Gleisi Hoffmann (PT), Carlos Moreira Jr (PMDB), Maurício Furtado (PV), Ricardo Gomyde (PCdoB), Fabio Camargo (PTB), Bruno Meirinho (PSOL) e Lauro Rodrigues (PTdoB). Beto Richa (PSDB) foi reeleito no primeiro turno com mais de 70% dos votos válidos.

## Regras

### Prefeito e Vice-prefeito
No geral, as regras para as eleições municipais nas cidades com mais de 300 mil habitantes se aplicam as outras também. Isto é, as eleições têm dois turnos, se nenhum dos candidatos alcança maioria absoluta dos votos válidos, um segundo turno entre os dois mais votados acontece. Todos os candidatos com cargos executivos deveriam renunciar até 3 de abril, para poderem disputar.

## Definição de candidatos
O PSDB lançou Beto Richa, que já era prefeito e disputou a reeleição. Teve como seu candidato a vice-prefeito Luciano Ducci, que já estava no cargo desde 2005, quando Richa foi eleito.
O PT lançou Gleisi Hoffmann como candidata. Gleisi, apesar de ter apoio total do então presidente Lula, acabou tendo um baixo desempenho em sua campanha.
O PMDB, partido do então governador Roberto Requião, lançou como candidato o ex-reitor da UFPR, Carlos Moreira Júnior.
O PV lançou Maurício Furtado, como candidato.
O PCdoB lançou Ricardo Gomyde como candidato.
O PTB lançou Fabio Camargo como candidato.
O PSOL lançou Bruno Meirinho como candidato.
O PTdoB lançou Lauro Rodrigues como candidato.

## Candidatos para Prefeito de Curitiba
Em Curitiba foram oito candidatos à Prefeito, dos qual se elegeu Beto Richa.
|  | Nº | Candidato(a) a prefeito | Candidato(a) a prefeito                                   | Candidato(a) a vice-prefeito | Candidato(a) a vice-prefeito                             | Coligação |
|  | -- | ----------------------- | --------------------------------------------------------- | ---------------------------- | -------------------------------------------------------- | --- |
|  | 13 |                         | Gleisi Hoffmann (PT) Gleisi Helena Hoffmann               |                              | Borges dos Reis (PSC) Antônio Borges dos Reis            | Curitiba para Todos - Partido dos Trabalhadores (PT) - Partido Social Cristão (PSC) - Partido da Mobilização Nacional (PMN) - Partido Republicano Brasileiro (PRB) - Partido Humanista da Solidariedade (PHS) - Partido Trabalhista Cristão (PTC) |
|  | 14 |                         | Fabio Camargo (PTB) Fabio de Souza Camargo                |                              | Vera Helena (PRTB) Vera Helena Teixeira                  | Uma só Curitiba - Partido Trabalhista Brasileiro (PTB) - Partido Renovador Trabalhista Brasileiro (PRTB) |
|  | 15 |                         | Reitor Moreira (PMDB) Carlos Augusto Moreira Júnior       |                              | Cleiton Bordini (PMDB) Cleiton Kielse Bordini Crisóstomo | Sem coligação - Partido do Movimento Democrático Brasileiro (PMDB) |
|  | 43 |                         | Maurício Furtado (PV) Maurício Paulo Silva Furtado        |                              | Professor Cliceu (PV) Cliceu Antunes Pereira             | Sem coligação - Partido Verde (PV) |
|  | 45 |                         | Beto Richa (PSDB) Carlos Alberto Richa                    |                              | Luciano Ducci (PSB) Luciano Ducci                        | Curitiba - O Trabalho Continua - Partido da Social Democracia Brasileira (PSDB) - Partido Socialista Brasileiro (PSB) - Partido Popular Socialista (PPS) - Democratas (DEM) - Partido Democrático Trabalhista (PDT) - Partido da República (PR) - Partido Social Liberal (PSL) - Partido Republicano Progressista (PRP) - Partido Social Democrata Cristão (PSDC) - Partido Progressista (PP) - Partido Trabalhista Nacional (PTN) |
|  | 50 |                         | Bruno Meirinho (PSOL) Bruno César Deschamps Meirinho      |                              | Elísio Marques (PCB) Elísio Eduardo Marques              | Frente de Esquerda Curitiba - Partido Socialismo e Liberdade (PSOL) - Partido Comunista Brasileiro (PCB) - Partido Socialista dos Trabalhadores Unificado (PSTU) |
|  | 65 |                         | Ricardo Gomyde (PCdoB) Ricardo Crachineski Gomyde         |                              | Mário Ferrari (PCdoB) Mário Antônio Ferrari              | Sem coligação - Partido Comunista do Brasil (PCdoB) |
|  | 70 |                         | Lauro Rodrigues (PTdoB) Lauro Antonio Fernandes Rodrigues |                              | Jandir Miserkovski (PTdoB) Jandir Czarnecki Miserkowski  | Sem coligação - Partido Trabalhista do Brasil (PTdoB) |

## Horário Eleitoral
As inserções no rádio e TV são feitas para as estações com outorga na cidade de Curitiba. Beto Richa tem o maior tempo de TV.

### Tempo de exposição
| Candidato(a)             | Tempo           |
| ------------------------ | --------------- |
| Beto Richa (PSDB)        | 11 min e 46 seg |
| Gleisi Hoffmann (PT)     | 5 min e 11 seg  |
| Carlos Moreira Jr (PMDB) | 4 min e 43 seg  |
| Fabio Camargo (PTB)      | 2 min e 08 seg  |
| Ricardo Gomyde (PCdoB)   | 1 min e 45 seg  |
| Maurício Furtado (PV)    | 1 min e 45 seg  |
| Bruno Meirinho (PSOL)    | 1 min e 22 seg  |
| Lauro Rodrigues (PTdoB)  | 1 min e 17 seg  |

## Pesquisas
| Data           | Instituto               | Beto Richa (PSDB) | Gleisi Hoffmann (PT) | Moreira Júnior (PMDB) | Maurício Furtado (PV) | Ricardo Gomyde (PCdoB) | Fabio Camargo (PTB) | Bruno Meirinho (PSOL) | Lauro Rodrigues (PTdoB) | Brancos, Nulos e Indecisos |
| -------------- | ----------------------- | ----------------- | -------------------- | --------------------- | --------------------- | ---------------------- | ------------------- | --------------------- | ----------------------- | -------------------------- |
| 24/07/2008 [a] | Datafolha               | 72%               | 12%                  | 1%                    | 0%                    | 0%                     | 3%                  | 1%                    | 0%                      | 10%                        |
| 10/08/2008 [b] | Ibope                   | 72%               | 13%                  | 0%                    | 0%                    | 0%                     | 4%                  | 0%                    | 0%                      | 9%                         |
| 22/08/2008 [c] | Datafolha               | 71%               | 15%                  | 1%                    | 0%                    | 0%                     | 2%                  | 0%                    | 0%                      | 11%                        |
| 28/08/2008 [d] | Ibope                   | 70%               | 16%                  | 2%                    | 0%                    | 0%                     | 2%                  | 1%                    | 0%                      | 9%                         |
| 05/09/2008 [e] | Datafolha               | 71%               | 15%                  | 1%                    | 0%                    | 1%                     | 2%                  | 0%                    | 0%                      | 10%                        |
| 09/09/2008 [f] | Ibope                   | 74%               | 13%                  | 1%                    | 0%                    | 0%                     | 1%                  | 0%                    | 0%                      | 11%                        |
| 19/09/2008 [g] | Datafolha               | 72%               | 15%                  | 1%                    | 1%                    | 1%                     | 1%                  | 0%                    | 0%                      | 9%                         |
| 24/09/2008 [h] | Ibope                   | 73%               | 16%                  | 1%                    | 0%                    | 0%                     | 1%                  | 0%                    | 0%                      | 8%                         |
| 30/09/2008 [i] | Datafolha               | 68%               | 20%                  | 2%                    | 0%                    | 1%                     | 1%                  | 1%                    | 0%                      | 8%                         |
| 03/10/2008 [j] | Ibope                   | 73%               | 16%                  | 0%                    | 0%                    | 1%                     | 1%                  | 1%                    | 0%                      | 0%                         |
| 03/10/2008 [k] | Ibope-Votos Válidos     | 79%               | 17%                  | 1%                    | 0%                    | 1%                     | 1%                  | 0%                    | 0%                      | 8%                         |
| 04/10/2008 [l] | Datafolha               | 72%               | 18%                  | 1%                    | 0%                    | 1%                     | 1%                  | 0%                    | 0%                      | 6%                         |
| 04/10/2008 [m] | Datafolha-Votos Válidos | 77%               | 19%                  | 1%                    | 0%                    | 1%                     | 1%                  | 0%                    | 0%                      | 0%                         |

## Resultados

### Prefeito
```
100,00% das urnas apuradas nas 3.487 Seções eleitorais.
[
3
]
```

| 1º Turno 5 de outubro de 2008 | 1º Turno 5 de outubro de 2008 | 1º Turno 5 de outubro de 2008 | 1º Turno 5 de outubro de 2008 |
| Candidato(a)                  | Vice                          | Votação                       | Votação                       |
| Candidato(a)                  | Vice                          | Total                         | Porcentagem                   |
| ----------------------------- | ----------------------------- | ----------------------------- | ----------------------------- |
| Beto Richa (PSDB)             | Luciano Ducci (PSB)           | 778.514                       | 77,27%                        |
| Gleisi Hoffmann (PT)          | Antônio Borges (PSC)          | 183.027                       | 18,17%                        |
| Carlos Moreira Jr (PMDB)      | Cleiton Bordini (PMDB)        | 19.157                        | 1,90%                         |
| Maurício Furtado (PV)         | Cliceu Antunes (PV)           | 8.906                         | 0,88%                         |
| Ricardo Gomyde (PCdoB)        | Mário Ferrari (PCdoB)         | 7.187                         | 0,71%                         |
| Fabio Camargo (PTB)           | Vera Helena (PTB)             | 5.366                         | 0,53%                         |
| Bruno Meirinho (PSOL)         | Elísio Marques (PSOL)         | 4.464                         | 0,44%                         |
| Lauro Rodrigues (PTdoB)       | Jair Miserkovski (PTdoB)      | 888                           | 0,09%                         |
| Total de votos válidos        | Total de votos válidos        | 1.007.509                     | 100,00%                       |
| Votos apurados                |                               |                               |                               |
| Votos válidos                 | Votos válidos                 | 1.007.509                     | 94,28%                        |
| Votos em branco               | Votos em branco               | 23.181                        | 2,17%                         |
| Votos nulos                   | Votos nulos                   | 37.923                        | 3,55%                         |
| Total de votos apurados       | Total de votos apurados       | 1.068.613                     | 100,00%                       |
| Eleitores                     |                               |                               |                               |
| Comparecimento                | Comparecimento                | 1.068.613                     | 85,16%                        |
| Abstenções                    | Abstenções                    | 186.163                       | 14,84%                        |
| Total de eleitores            | Total de eleitores            | 1.254.776                     | 100,00%                       |

| Partido | Partido | Candidato         | Votos     | Votos (%) |
| ------- | ------- | ----------------- | --------- | --------- |
|         | PSDB    | Beto Richa        | 778 514   | 77,27%    |
|         | PT      | Gleisi Hoffmann   | 183 027   | 18,17%    |
|         | PMDB    | Carlos Moreira Jr | 19 157    | 1,9%      |
|         | PV      | Maurício Furtado  | 8 906     | 0,88%     |
|         | PCdoB   | Ricardo Gomyde    | 7 187     | 0,71%     |
|         | PTB     | Fabio Camargo     | 5 366     | 0,53%     |
|         | PSOL    | Bruno Meirinho    | 4 464     | 0,44%     |
|         | PTdoB   | Lauro Rodrigues   | 888       | 0,09%     |
| Totais  | Totais  | Totais            | 1 007 509 |           |

### Vereador
| Candidato            | Partido | Resultado |
| -------------------- | ------- | --------- |
| Roberto Aciolli      | PV      | 1,80%     |
| Pastor Valdemir      | PRB     | 1,47%     |
| Serginho do Posto    | PSDB    | 1,31%     |
| Mara Lima            | PSDB    | 1,31%     |
| Felipe Braga Cortes  | PSDB    | 1,22%     |
| Professor Galdino    | PV      | 1,22%     |
| João Cláudio Derosso | PSDB    | 1,16%     |
| Jairo Marcelino      | PDT     | 1,11%     |
| Beto Moraes          | PSDB    | 1,08%     |
| Tito Zeglin          | PDT     | 1,07%     |
| Francisco Garcez     | PSDB    | 1,06%     |
| Aldemir Manfron      | PP      | 1,05%     |
| Sabino Picolo        | DEM     | 1,02%     |
| Dona Lourdes         | PSB     | 0,96%     |
| Paulo Frote          | PSDB    | 0,95%     |
| Celso Torquato       | PSDB    | 0,94%     |
| Zé Maria             | PPS     | 0,83%     |
| Roberto Hinça        | PDT     | 0,78%     |
| Tico Kuzma           | PSB     | 0,76%     |
| Jair Cezar           | PSDB    | 0,70%     |
| Mário Celso Cunha    | PSB     | 0,69%     |
| João do Suco         | PSDB    | 0,69%     |
| Denilson Pires       | DEM     | 0,67%     |
| Aladim               | PV      | 0,65%     |
| Julieta Reis         | DEM     | 0,61%     |
| Emerson Prado        | PSDB    | 0,60%     |
| Omar Sabbag Filho    | PSDB    | 0,57%     |
| Odilon Volkmann      | PSDB    | 0,56%     |
| Renata Bueno         | PPS     | 0,52%     |
| Juliano Borghetti    | PP      | 0,50%     |
| Pedro Paulo          | PT      | 0,43%     |
| Algaci Tulio         | PMDB    | 0,42%     |
| Julião da Caveira    | PSC     | 0,42%     |
| Natálio Stica        | PT      | 0,42%     |
| Caíque Ferrante      | PRP     | 0,40%     |
| Profª Josete         | PT      | 0,40%     |
| Noemia Rocha         | PMDB    | 0,39%     |
| Dirceu Moreira       | PSL     | 0,27%     |